# Protest w Monrovii
Protest w Monrovii (zwany też protestem ryżowym lub 14 kwietnia) – demonstracje i zamieszki na tle gospodarczym, które miały miejsce 14 kwietnia 1979 roku w Monrovii, stolicy Liberii. Przyczyną wystąpień było podniesienie przez władze cen ryżu, co spowodowane było narastającym od poprzedniego roku kryzysem gospodarczym. Wydarzenia z 14 kwietnia są uznawane za najpoważniejszy kryzys od rozpoczęcia rządów Williama Tolberta Juniora w 1971 roku. W demonstracjach, które przerodziły się w zamieszki zginęło między 40 a 200 osób, a około 500 zostało rannych.
Wydarzenia w stolicy osłabiły pozycję prezydenta i przyczyniły się do zamachu stanu dokonanego w 1980 roku, w wyniku którego William Tolbert Junior został zamordowany, a władzę w kraju objął Samuel Doe i Ludowa Rada Ocalenia.

## Geneza wydarzeń
William Tolbert Jr. objął władzę w Liberii w 1971 roku. Głównymi produktami eksportowymi Liberii w okresie jego rządów pozostawały ruda żelaza, kauczuk i diamenty. W wyniku światowej recesji w przemyśle stalowym w 1978 roku, zmniejszyło się wydobycie rudy żelaza, jak i wpływy z eksportu. W 1979 roku nastąpiła stagnacja w produkcji kauczuku wywołana starzeniem się drzew. Zjawiska te doprowadziły do zwiększenia ujemnego bilansu handlowego i deficytu budżetowego, pogorszenia terms of trade, a także wzrostu bezrobocia i inflacji.
Wobec zmniejszających się wpływów budżetowych na początku 1979 roku liberyjskie władze zdecydowały o drastycznej podwyżce cen ryżu, podstawowego produktu żywnościowego większości Liberyjczyków. Zgodnie z propozycją minister rolnictwa, Florence Chenoweth, cena za 100-funtowy worek miała wzrosnąć z 22 do 26 USD, przy średniej pensji wynoszącej 80 USD. Według rządu celem podwyżek była chęć wsparcia wysiłków liberyjskich rolników w celu maksymalizacji produkcji i rentowności ekonomicznej podstawowych produktów żywnościowych w kraju oraz przyspieszenia liberyjskiej samowystarczalności gospodarczej. Próbowano także przekonać rolników do pozostania na roli, zamiast coraz częstszych migracji do miast i na plantacje kauczuku. Liberyjska opozycja zwróciła uwagę na to, że Chenoweth oraz rodzina Tolberta mieli wielkopowierzchniowe pola ryżowe.
W tym samym okresie zapowiedziano na lipiec 1979 roku organizację w Monrovii szczytu Organizacji Jedności Afrykańskiej, którego koszt wyniósł 100 milionów USD. Chociaż koszty zostały rozłożone pomiędzy wszystkich członków organizacji, to jednak liberyjska opozycja twierdziła, że rząd Liberii pokrywa całość wydatków.
Do najważniejszych ugrupowań opozycyjnych występujących przeciw polityce rządu należały centrolewicowy Liberyjski Sojusz Postępu (PAL, Progressive Alliance of Liberia) Gabriela Baccusa Matthewsa oraz odwołujący się do idei panafrykanizmu Ruch na rzecz Sprawiedliwości w Afryce (MOJA, Movement for Justice in Africa) Togya-Nah Tipoteha. W marcu 1979 roku Matthews spotkał się z prezydentem Tolbertem, który odmówił mu zgody na zorganizowanie wiecu przeciwko wzrostowi cen ryżu. Prezydent uznał, że obywatele mają prawo do pokojowych spotkań oraz składania petycji do władz, ale nie mają prawa demonstrować.

## Protest
14 kwietnia 1979 roku doszło do protestu zorganizowanego przez PAL. Bezpośrednią przyczyną były planowane podwyżki cen ryżu. Przywódcy ugrupowania twierdzili, że importowany ryż może kosztować zaledwie 9 USD za 100-funtowy worek zamiast planowanych 26 USD. Organizatorzy protestu prawdopodobnie nie zakładali użycia przemocy. Chociaż rozpoczęcie marszu planowano na 15:00 to tłum zaczął gromadzić się przed siedzibą Sojuszu tuż po świcie. Początkowo dwa tysiące aktywistów, studentów oraz profesorów University of Liberia, wzięło udział w pokojowym marszu na Pałac Prezydencki. Następnie liczba demonstrantów wzrosła do blisko 15 tysięcy.
W trakcie marszu grupa demonstrantów prowadzona przez studentów odłączyła się od głównej części protestu. Żołnierze broniący pałacu usiłowali powstrzymać protestujących za pomocą gazu łzawiącego oraz wężów z wodą. Za zgodą prezydenta wojsko i policja otwarły ogień przeciwko demonstrantom. Wskutek rozproszenia demonstracji, agresywni protestujący rozproszyli się po stolicy. Około 10 tysięcy osób dokonało napadów na sklepy i magazyny z ryżem. Opanowanie sytuacji zajęło służbom 12 godzin. Aresztowano setki osób, w tym przywódców PAL, po dokonaniu szturmu na siedzibę organizacji. Na mocy traktatu obronnego podpisanego trzy tygodnie wcześniej z prezydentem Gwinei, Ahmedem Sekou Touré, do Monrovii wysłano kilkuset gwinejskich żołnierzy, mających pomóc w stabilizacji sytuacji w stolicy. Podczas zamieszek 14 kwietnia okradziono 163 sklepy, a straty oszacowano na 35 do 40 milionów USD.
Dokładna liczba ofiar pacyfikacji protestu oraz zamieszek nie jest znana. Najostrożniejsze szacunki mówią o co najmniej 40 ofiarach śmiertelnych, podawane są także liczby 41, 74, ponad 100, a nawet 200 osób. Rannych miało zostać około 500 osób. Według rządu ofiary stanowili uczestnicy zamieszek i grabieży. 

## Następstwa
19 kwietnia rząd ogłosił rezygnację z planowanych podwyżek cen ryżu. Tolbert nazwał protesty dziełem „obcokrajowców” i „zdradzieckich lewicowców”, których celem była zmiana systemu rządów w kraju. W wywiadzie powiedział, że jest świadomy trudności ekonomicznych, podkreślając jednocześnie, że „koszty życia w Liberii są znacznie niższe niż w większości krajów sąsiednich”. Według prezydenta wiele problemów gospodarczych, w szczególności inflacja, pozostawały poza kontrolą rządu. Pod naciskiem twardogłowych polityków z rządzącej Partii Prawdziwych Wigów 22 kwietnia został zamknięty najstarszy uniwersytet w kraju, University of Liberia. Władze zarządziły także aresztowanie 39 działaczy opozycyjnych, w tym organizatora protestu, Gabriela Baccusa Matthewsa. Sprawę początkowo przydzielono sędzi Emmie Shannon Walser, jednak została odwołana ze swojej funkcji, w wyniku wspólnej rezolucji obu izb liberyjskiego parlamentu. Popularność Walser, która była pierwszą kobietą wybraną na sędzię w historii Liberii, doprowadziła do zorganizowania protestu 6 czerwca 1979 roku. W demonstracji wzięło udział ok. 500 wpływowych kobiet, w tym żona byłego prezydenta, była minister zdrowia oraz żony ministrów i parlamentarzystów. Skierowały one petycję do prezydenta, w której prosiły o przedstawienie przyczyn zwolnienia sędzi Walser.
Ponadto powołano 31-osobową komisję mającą zbadać przebieg wydarzeń z 14 kwietnia. Na czele Prezydenckiej Komisji Odbudowy Narodowej stał Nete Sie Brownell, jej członkiem była także Ellen Johnson-Sirleaf. 12 czerwca w krytycznym raporcie zalecono amnestię dla liderów demonstracji, a także przeprowadzenie śledztw dotyczących ministrów sprawiedliwości, rolnictwa, obrony i finansów oraz dyrektora policji. Komisja zaleciła przedłużenie czasu swojej pracy w celu przedstawienia szerszych zaleceń dotyczących nierówności w poziomie życia w Liberii. Wezwała także do sformułowania kodeksu postępowania w celu ograniczenia konfliktu interesów. Według jednego z doradców Tolberta, prezydent był zaskoczony wynikami raportu, nie spodziewając się przeglądu swojej polityki. Raport komisji nie został upubliczniony, a jej prace zostały zakończone dwa tygodnie później.

Uważam za tragiczne to, że gdyby Tolbert wdrożył główne zalecenia Komisji Odbudowy Narodowej, sprawy mogłyby potoczyć się inaczej. Gdyby rząd wykorzystał okazję do dokonania poważnych zmian, mógłby obrócić całą sprawę i uniknąć rozlewu krwi.

26 czerwca Tolbert zapowiedział obniżenie cen ryżu do 20 USD za 100-funtowy worek, podwyżkę pensji policjantów i żołnierzy oraz bezwarunkową amnestię dla „bezpośrednio lub pośrednio zaangażowanych odpowiedzialnych za zakłócenia porządku publicznego 14 kwietnia”. Minister rolnictwa, Florence Chenoweth, przyznała, że podniesienie cen było błędem, po czym zrezygnowała ze stanowiska. Po dwumiesięcznej przerwie wznowiono działalność University of Liberia.
W lipcu 1979 roku, podczas szczytu Organizacji Jedności Afrykańskiej, Tolbert został wybrany na jej przewodniczącego. Protest z 14 kwietnia osłabił jednak pozycję prezydenta w kraju, zarówno pośród środowisk opozycyjnych jak i ministrów w liberyjskim rządzie. Próby wprowadzania reform przez Tolberta były ograniczane zarówno przez twardogłowych polityków z jego własnej partii, jak i ruchy opozycyjne. Protesty zwiększyły świadomość polityczną Liberyjczyków. W styczniu 1980 roku władze Liberii wyraziły zgodę na rejestrację PAL, który przekształcił się w Ludową Partię Postępu (PPP, Progressive People's Party). Po zyskaniu poparcia społecznego, Matthews wezwał do strajku generalnego, który sparaliżował krajową gospodarkę.
12 kwietnia 1980 roku doszło do zamachu stanu, w którym zginął prezydent William Tolbert Jr. Władzę objął 28-letni starszy sierżant liberyjskiej armii Samuel Doe. Po brutalnym zabójstwie Tolberta i jego współpracowników powołano Ludową Radę Ocalenia, zakazując działalności rządzącej dotychczas Partii Prawdziwych Wigów. Po przejęciu władzy przez Doe'go przywódcy PAL zostali uwolnieni, a niektórzy z nich objęli stanowiska rządowe.
Zdaniem Nemena Martina Kpahna z gazety „Liberian Observer”, jak i organizacji Amnesty International, protest z 14 kwietnia 1979 roku przyczyniły się do zamachu stanu dokonanego niemal dokładnie rok później. Carey Winfrey z amerykańskiego „The New York Times” określił wydarzenia z 14 kwietnia jako najpoważniejszy kryzys za rządów Williama Tolberta Juniora. 